# King's Awards for Enterprise
Queen's Awards for Enterprise
Les King's Awards for Enterprise (anciennement Queen's Awards for Enterprise) constituent la plus haute récompense officielle du monde des affaires au Royaume-Uni. Ils sont décernés chaque année depuis 1966, à Londres, à des organismes et entreprises britanniques.
Créés par la reine Élisabeth II, ces prix sont conférés par le monarque du Royaume-Uni sur proposition de son Premier ministre. Ils comprennent trois catégories : « commerce international », « innovation » et « développement durable ».

## Historique
Institués par royal warrant le 30 novembre 1965, ces prix sont décernés pour la première fois en 1966 sous le nom de Queen's Award to Industry. Ils ne concernent d'abord que des organismes non commerciaux (fédérations d'entreprises, associations de promotion). Les années suivantes s'ouvrent aux entreprises proprement dites et voient naître des trophées séparés, dont un pour les avancées technologiques et un autre pour les réussites environnementales.
En 1999, une commission présidée par le prince de Galles préconise un regroupement de tous ces prix sous la dénomination actuelle de Queen's Awards for Enterprise, divisée en trois catégories : « commerce international » (international trade), « innovation » (innovation) et « développement durable » (sustainable development). En 2005, une nouvelle catégorie est créée pour récompenser l'esprit d'entreprise de particuliers : The Queen's Award for Enterprise Promotion.
Après la mort d'Élisabeth II et l'accession au trône de Charles III, en septembre 2022, les prix sont renommés The King's Awards for Enterprise.

## Conditions
Le prix du commerce international est accordé à une entreprise dont le chiffre d'affaires à l'exportation montre une progression constante pendant au moins trois ans. Ce chiffre d'affaires doit se situer à un niveau très supérieur à celui des entreprises de son secteur d'activité, à taille égale.
Les lauréats sont désignés par le Premier ministre britannique après avis d'une commission composée de personnalités de l'industrie et du commerce, ainsi que de représentants des syndicats et du gouvernement. Les prix sont décernés chaque année par le souverain régnant le jour de son anniversaire.
Invités à une garden party en juillet au palais de Buckingham, les lauréats ont l'autorisation de mentionner leur distinction par le monarque dans leurs publicités, leurs annonces marketing et sur l'emballage de leurs produits pendant une période de cinq ans.
Dans l'année qui suit leur distinction, ils reçoivent la visite d'un membre de la famille royale qui leur remet leur trophée, une coupe de cristal.